# اسرار ادوین درود
اسرار ادوین درود (به انگلیسی: The Mystery of Edwin Drood) نام آخرین رمانی است که توسط چارلز دیکنز نوشته شده‌است و در سال ۱۸۷۰ میلادی به چاپ رسیده‌است.